# Loppio
Loppio (Kastelwarg-Dorf in tedesco) è la frazione più occidentale del comune di Mori e si trova nell'omonima valle.

## Geografia fisica
Confina con i comuni di Nago-Torbole e Ronzo-Chienis. Si trova circa al centro della stretta valle di Loppio che mette in comunicazione la valle dell'Adige con il bacino del Lago di Garda. I due complessi montuosi che la circondano, il monte Altissimo di Nago e il monte Biaena, limitano le ore illuminazione diretta solare rispetto al resto del territorio comunale e in particolare nei mesi invernali il clima è più rigido.

## Storia
I principali eventi storici che interessarono la piccola frazione riguardano il XV secolo, quando la Repubblica di Venezia compì un'impresa quasi incredibile chiamata galeas per montes, facendo superare un passo montano ad una sua flotta per mantenere i controllo del lago di Garda.
Venne occupata durante l'invasione del Trentino del 1703 dalle truppe francesi al comando di Luigi Giuseppe di Borbone-Vendôme. Durante la prima guerra mondiale fu duramente colpita dall'artiglieria austriaca e in quel periodo furono presenti nella zona anche alpini italiani, tra i quali Cesare Battisti. Battisti, nell'occasione, mise in salvo alcuni documenti che appartenevano alla biblioteca della villa dei Castelbarco.
Il territorio venne interessato da lavori per ridurre il rischio portato dalle piene dell'Adige in territorio veronese con la costruzione della galleria Adige-Garda.

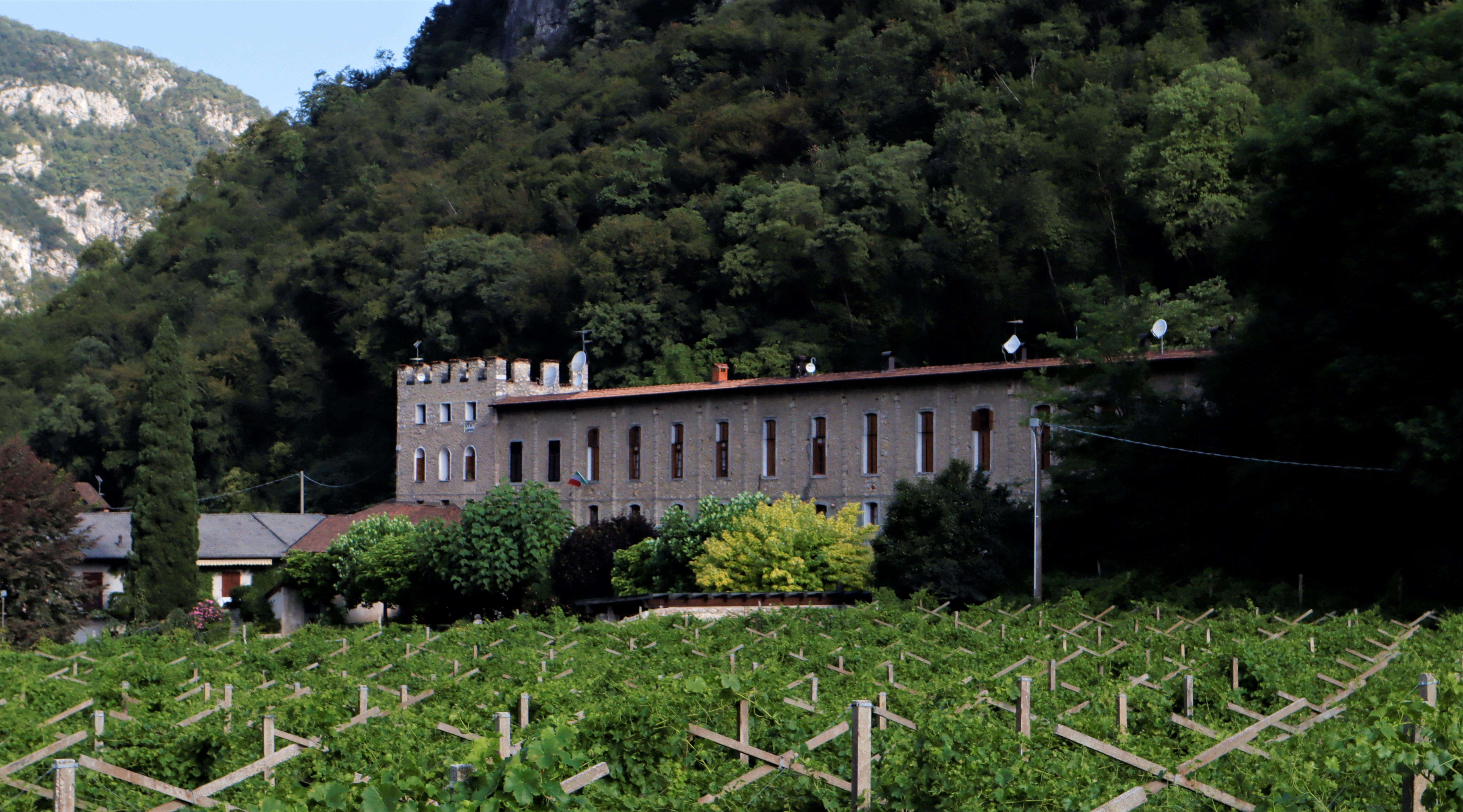
Villa Castelbarco.

## Descrizione
La caratteristica più evidente della frazione è il piccolo lago di Loppio prosciugato a seguito dello scavo della galleria Adige-Garda alla metà del XX secolo per lo scarico delle acque dell'Adige nei momenti di piena nel lago di Garda poi divenuto biotopo di interesse naturalistico.

## Monumenti e luoghi di interesse
- Villa Castelbarco

Villa del XIV secolo di proprietà della famiglia dei Castelbarco.
- Chiesa del Nome di Maria

Chiesa sussidiaria nelle immediate vicinanze a est del lago di Loppio e risale almeno al XVIII secolo.